# Pancuronio
Il pancuronio è un farmaco miorilassante, appartenente ai farmaci bloccanti neuromuscolari non depolarizzanti. Il nome commerciale è Pavulon.

## Farmacologia

### Indicazione d'uso
Il pancuronio è un bloccante neuromuscolare impiegato durante anestesia e interventi chirurgici, anestesia generale, facilitazione dell'intubazione dell'intestino tenue e nel rilassamento della muscolatura liscia prima di procedure radiologiche.

### Farmacodinamica
Il farmaco agisce come un antagonista competitivo dell'acetilcolina sui giunzioni neuromuscolari, sostituendo l'acetilcolina (da qui la definizione di competitivo) dai suoi recettori postsinaptici nicotinici dell'acetilcolina. A differenza del suxametonio, è un agente non depolarizzante, il che significa che non causa depolarizzazioni spontanee al legarsi al recettore nicotinico nella giunzione neuromuscolare, quindi non provoca fascicolazioni muscolari dopo la somministrazione. Il Pancuronio non ha attività ormonale. Esprime una lieve attività vagolitica (cioè riduce l'attività del nervo vago) e nessuna attività ganglioplegica (cioè blocca i gangli).

### Meccanismo d'azione
Gli agenti bloccanti neuromuscolari non depolarizzanti inibiscono la trasmissione neuromuscolare competendo con l'acetilcolina per i recettori colinergici della placca motrice, riducendo così la risposta della placca motrice all'acetilcolina. Questo tipo di blocco neuromuscolare è di solito antagonizzato dagli agenti anticolinesterasici.

### Posologia
La somministrazione di pancuronio varia da paziente a paziente e anche dalla lunghezza dell'intervento e dal rischio che il farmaco possa interagire con altri farmaci creando effetti indesiderati.
La linea guida per un'intubazione standard di anestesia di routine è di 0,08 - 0,1 mg/kg (di massa corporea) in 90 - 180 secondi dopo l'iniezione si ottengono condizioni adeguate per l'intubazione (non in pediatria).
Per mantenere l'effetto del farmaco la dose che va somministrata è di 0,02 - 0,03 mg/kg ogni 75 - 100 minuti.
Dosi pediatriche sono di 0,01 - 0,02 mg/kg.

### Effetti collaterali
- Tachicardia: per effetto vagolitico sul cuore.
- Ipotensione
- Paralisi (leggera)
- Shock anafilattico
- Broncospasmo
- Orticaria
- Shock

## Fonti
- Fass Farmaceutiska Specialiteter i Sverige: Pavulon (Specialità Farmaceutiche in Svezia - sito in svedese)